# Leucania kuyaniana
Leucania kuyaniana är en fjärilsart som beskrevs av Matsumura 1929. Leucania kuyaniana ingår i släktet Leucania och familjen nattflyn. Inga underarter finns listade i Catalogue of Life.